# FRAGMENTS BLUE
『FRAGMENTS BLUE』（フラグメンツ・ブルー）は、2006年1月19日に角川書店より発売されたPlayStation 2用アドベンチャーゲーム（公称：ロマンティック・ライトミステリー・アドベンチャー）。キャラクターデザインと原画を堀部秀郎、シナリオ原案を館山緑、主題歌の作曲を稲垣潤一が担当した。ゲーム中に得られた断片的な情報（フラグメンツ）を選択して組み合わせることで新たな展開を見せる、情報合成分岐システム（ジョイン・フラグメンツ・システム）を採用している。

## ストーリー
主人公の高校生、逢坂要（おうさか かなめ）のもとへ、一通の手紙が届く。差出人は書かれていないが、すでに故人で幼馴染の矢沢千花（やざわ ちか）が書いたものと文面から確信した要は、届くはずのない手紙が届いた理由を調べようと戻った故郷にて千花の双子の姉、矢沢百花（やざわ ももか）に再会し、彼女のもとにも同様の手紙が届いていることを知る。要と百花は手紙の謎を解く旅に出て、曰くありげな人々に出会いながら謎の核心に迫り、ある事実を知ることになる。

## キャスト
逢坂 要（おうさかかなめ）
声：楠田敏之
都内の高校に通う学生。2年前、千花が亡くなった直後に両親の仕事の都合で東京に引っ越した。
矢沢百花（やざわ ももか）
声：植田佳奈
千花の双子の姉。大人しく本心を表に出すことが少ない。親友の夏音に勧められ、要と共に手紙の差出人を探すこととなる。
五十嵐夏音（いがらし なつね）
声：森永理科
百花の親友。高校に入ってからの友達なので要や千花とは面識がない。世話好きで活発で好奇心旺盛な性格。
矢沢千花（やざわ ちか）
声：能登麻美子
要の幼馴染。生まれつき心臓が悪く、2年前に14歳の若さで他界した。
須藤駿馬（すどう しゅんま）
声：相田さやか
芹沢優騎（せりざわ ゆうき）
声：佐久間紅美
中嶋真綿（なかじま まわた）
声：飯塚雅弓
加藤羽子（かとう うこ）
声：川澄綾子
教会で働いていた元シスター。現在はボランティア活動をしている。
有田玲子（ありた れいこ）
声：小清水亜美
日浦友哉（ひうら ともや）
声：青山桐子
尾上七海（おがみ ななみ）
声：松来未祐
有田玲子の母
声：久嶋志帆
女子生徒A
声：椿世奈
機械音声・空港のアナウンス
声：高橋万里江
女子生徒C
声：加藤有希子
電話相手の女
声：柴田香菜
車掌のアナウンス
声：松田健二郎
女子生徒B
声：今野昌子
男子生徒B・男子生徒C
声：野中瞳
女子生徒D
声：今松久留美
男子生徒D・ストーカーの男
声：増山佑輝
男子生徒A
声：遠藤広之
日浦友哉の母
声：狩野智子
日浦友哉の歌
声：川網治加来
| 役名                          | 声の出演   |
| ----------------------------- | ---------- |
| 逢坂 要（おうさかかなめ）     | 楠田敏之   |
| 矢沢百花（やざわ ももか）     | 植田佳奈   |
| 五十嵐夏音（いがらし なつね） | 森永理科   |
| 矢沢千花（やざわ ちか）       | 能登麻美子 |
| 須藤駿馬（すどう しゅんま）   | 相田さやか |
| 芹沢優騎（せりざわ ゆうき）   | 佐久間紅美 |
| 中嶋真綿（なかじま まわた）   | 飯塚雅弓   |
| 加藤羽子（かとう うこ）       | 川澄綾子   |
| 有田玲子（ありた れいこ）     | 小清水亜美 |
| 日浦友哉（ひうら ともや）     | 青山桐子   |
| 尾上七海（おがみ ななみ）     | 松来未祐   |
| 有田玲子の母                  | 久嶋志帆   |
| 女子生徒A                     | 椿世奈     |
| 機械音声・空港のアナウンス    | 高橋万里江 |
| 女子生徒C                     | 加藤有希子 |
| 電話相手の女                  | 柴田香菜   |
| 車掌のアナウンス              | 松田健二郎 |
| 女子生徒B                     | 今野昌子   |
| 男子生徒B・男子生徒C          | 野中瞳     |
| 女子生徒D                     | 今松久留美 |
| 男子生徒D・ストーカーの男     | 増山佑輝   |
| 男子生徒A                     | 遠藤広之   |
| 日浦友哉の母                  | 狩野智子   |
| 日浦友哉の歌                  | 川網治加来 |

## スタッフ
| 企画                         | 川村真也 |
| ディレクション               | 池内浩康 |
| プログラム                   | 荒木穀 |
| CGデザイン                   | 加藤麻美、川人安武、田仲智治 |
| シナリオ原案                 | 館山緑 |
| シナリオ監修                 | 日野亘、寺山宗宏 |
| シナリオライティング         | 日野亘、麻生彗、山本まや |
| スクリプト                   | 尾上尚志、宮脇真吾 |
| シナリオ協力                 | 合資会社リサイト |
| キャラクターデザイン・原画   | 堀部秀郎 |
| 作画協力                     | 谷口淳一郎、吉川真一、江森美紗樹、内山紳介 |
| 彩色                         | CHICK、ARTLIM MEDIA、葦辺亨、DAP |
| 製作・進行管理               | 村上智右 |
| 背景美術                     | みにあーと（田原優子、田代一志、辻俊輔、牧野孝雄、川元由香、浅野勇紀） 株式会社ネスト（長尾聡浩、香西由貴子、伊藤幸司、福嶋岳広） |
| ハプリシティ背景美術         | 市原美恵子 |
| ムービー編集                 | 伊藤俊一 |
| サウンド                     | 浅乃一 |
| 音声編集                     | 浅野浩史 |
| キャスティング               | 鈴木高雄、山口えつ子 |
| レコーディング・エンジニア   | 小林裕一、奥津裕一 |
| 主題歌                       | \| 作曲 \| 稲垣潤一 \| \| 作詞 \| KEITA \| \| 編曲 \| 高濱祐輔 \| \| 歌 \| 長谷川杏里（オープニング） 楠田敏之（エンディング） \| \| ギター \| 大西省吾 \| \| レコーディングエンジニア \| 湯沢貴久 \| \| 収録スタジオ \| ハイブライトSt. \| \| アーティストマネージメント \| 株式会社オー・エンタープライズ 有限会社ケッケコーポレーション \| \| 協力 \| 株式会社テイチクエンタテイメント 有限会社ターゲット・イノベーション 前田裕介（インペリアルレコード） 徳田稔（インペリアルレコード） 水戸章成（グロビュール音楽出版株式会社） 木藤誠（株式会社プライエンド・レコーズ） \| |
| 協力                         | 有限会社コネクトウィザード スタージャムコーポレーション 学校法人イーエスピー学園 専門学校原宿パフォーマンスビレッジ ケッケコーポレーション アイムエンタープライズ アーツビジョン 八重垣事務所 大沢事務所 81プロデュース |
| スペシャルサンクス           | 佐藤克也、丸山七瀬、曲木一博、囲智之 |
| 広報                         | 村田麟太郎、西山洋介 |
| プロデューサー               | 藤岡迅彦、飯田均 |
| 統括プロデューサー           | 安田猛 |
| エグゼクティヴプロデューサー | 井上伸一郎 |
| 開発協力                     | 有限会社シルバーパレット |
| 企画・開発                   | 株式会社ブリッジ |
| 発売・販売                   | 株式会社角川書店 |
| 作曲                         | 稲垣潤一 |
| 作詞                         | KEITA |
| 編曲                         | 高濱祐輔 |
| 歌                           | 長谷川杏里（オープニング） 楠田敏之（エンディング） |
| ギター                       | 大西省吾 |
| レコーディングエンジニア     | 湯沢貴久 |
| 収録スタジオ                 | ハイブライトSt. |
| アーティストマネージメント   | 株式会社オー・エンタープライズ 有限会社ケッケコーポレーション |
| 協力                         | 株式会社テイチクエンタテイメント 有限会社ターゲット・イノベーション 前田裕介（インペリアルレコード） 徳田稔（インペリアルレコード） 水戸章成（グロビュール音楽出版株式会社） 木藤誠（株式会社プライエンド・レコーズ） |

## 予約特典
予約特典としてソフマップでは矢沢百花と中嶋真綿が、メッセサンオーでは矢沢百花が、セガダイレクトでは矢沢百花と矢沢千花がそれぞれ描かれた、堀部秀郎描き下ろしテレホンカードが付属した。また、Special Editionの予約特典として堀部秀郎描き下ろしB2版ポスターが付属した。

## 関連商品

### CD
フラグメンツ・ブルー（作詞：岸留梨子、作曲：稲垣潤一）
2005年12月7日に発売された長谷川杏里のデビューシングル。レーベルはプライエイド。フラグメンツ・ブルーのほか、カップリング曲として稲垣潤一のカバー曲、「夏のクラクション」、「夏のクラクション(カラオケ) 」を収録。